# Brotia beaumetzi
Brotia beaumetzi е вид охлюв от семейство Pachychilidae. Видът не е застрашен от изчезване.

## Разпространение и местообитание
Разпространен е във Виетнам.
Обитава сладководни басейни, реки и потоци.

## Описание
Популацията на вида е стабилна.